# 栄章
栄章（えいしょう）とは、日本において中央官庁・地方公共団体・公共機関、公益法人などが職員または市民の功労あるいは善行などを顕彰あるいは表彰するために授与・贈呈する記章。主に公的な表彰では勲章・褒章に準ずる栄誉とされる。栄章は褒章同様、medalと英訳されるが、褒章のような栄典ではない。

## 名称について
栄章という呼称は画一的なものではなく、例えば国では一切採用されていない。一部の地方公共団体・公益法人が呼称するのみである。
但し、同じ国の表彰であっても、警察のように表彰記章と称する場合もあれば、消防のように記章と称するものもあり、国としても必ずしも統一されたものはない。
なお、防衛省所管の公益社団法人隊友会では2010年度、11年度、13年度と防衛省への要望書および政策提言書にて自衛隊に栄章(従軍記章)を新設するよう申し入れを行っている。また、地方公共団体や公益法人その他の団体の栄章も含めると、顕彰章、表彰記章、栄誉記章、栄誉徽章、表彰徽章、功労徽章など様々な異称があてられていることが多い。
本稿では、便宜上「栄章」と表記し、その概要について述べる。国際的な機構や組織、国のおよび公共機関の表彰記章、全国法人による表彰記章、著名な表彰記章などは別途項目参照。

## 概要
栄章の形状として代表的なものは勲章式または略綬式、楯式、杯式、布式のものとある。また、栄章の授与に際しては、章記あるいは表彰状（顕彰状）、感謝状に添えて授与・贈呈するのが一般的である。正規の栄章ではないが記念章を添えて表彰する例もある。
栄章による表彰は、直接的に栄典制度と関わりがあるわけではないが、記章の伴う表彰としてきわめて類似していることに加え、主に国の表彰としては大臣表彰や長官表彰に表彰のための記章がともなうこともあり、多くの表彰の中でもかなり高位な表彰として位置づけられることから、事実上勲章・褒章に次ぐ栄誉として扱われていることも多い。さらに、地方公共団体としては都道府県の褒賞や栄誉章などの他、市町村長、特別区長表彰としては優良章、功労章、栄誉章などを制定しているところが多数確認できる。
また、公的機関ではないが公益法人が授与する記章もあり、国や公共機関と合名で授与するケースもある。なお、学校法人、宗教法人などでも寄付者に対して功労章などを授与する例もある。なお、表彰記章は、章の授与を記した章記ないし表彰状、顕彰状、感謝状とともに授与されるのが一般的である。
なお、日本などでは勲章は外国からの叙勲を除き、現職公務員が受章することはなく、褒章もほぼそれと同じであるのに対して、それに準ずる表彰記章・記章等は現職在任中に受章の道が開かれており、所属庁の制式に基づき佩用することが許されているのが一般的である。民間人の場合、受章並びに佩用に制限はないが、受章をしていない者が法令や条例で公的に定められた記章を公に佩用することは軽犯罪法および政令等の違反となる。

## 日本における栄章（表彰記章・表彰徽章）の代表例

### 中央省庁等、国の機関の記章

#### 法務省
法務省では長年保護司として勤務し保護司組織の代表などを務めた者に、特別功労章を授与している。
- 保護司特別功労章

#### 厚生労働省
厚生労働省では、卓越した技能を有する伝統工芸の職人に対し厚生労働大臣の名で以下の記章を授与している。
- 卓越技能章

また、永年、民生委員・児童委員として功績ある人物にも記章を授与している。
- 民生委員・児童委員功労章

#### 防衛省
防衛省において、功績ある自衛官への賞詞の授与（表彰）にあわせて内閣総理大臣、防衛大臣またはその委任を受けた者から以下の記章が授与される。

特別防衛功労章
第一級防衛功労章
第二級防衛功労章
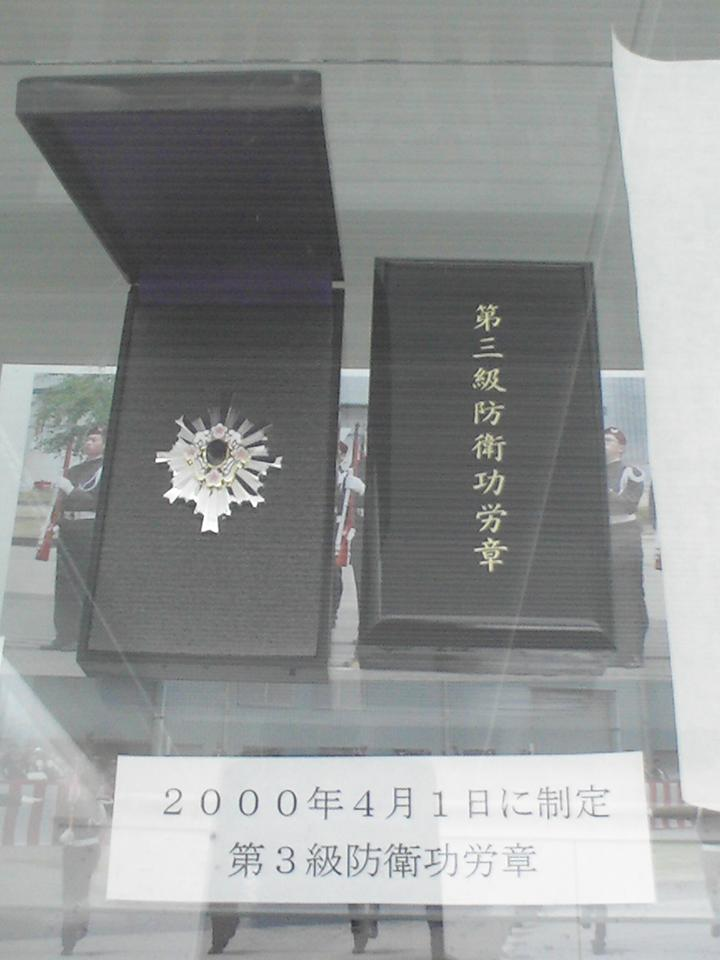
第三級防衛功労章
第四級防衛功労章
第五級防衛功労章

- 特別防衛功労章
- 第1級防衛功労章
- 第2級防衛功労章
- 第3級防衛功労章
- 第4級防衛功労章
- 第5級防衛功労章

その他、略綬に類似した防衛記念章を授与する。

#### 海上保安庁

海上保安勲功章
海上保安功績章
海上保安発明考案章

その他に表彰記念章がある。
- 海上保安勲功章
- 海上保安功績章
- 海上保安発明考案章

#### 警察庁
- 警察庁による警察職員を対象とした表彰記章。
  - 警察勲功章
  - 警察功労章
  - 警察功績章
制服に付ける事が許されているものの、佩用している警察官はあまり見かけない（授与の要件が非常に厳しく、授与される者の絶対数が極めて少ない）。
- 警察庁による民間人を対象とした表彰記章。
  - 警察協力章
- 警察庁長官が公益法人の長と連名で授与するもの（全国の功労ある者に対する表彰）
  - 防犯栄誉章金章（財団法人全国防犯協会連合会）
  - 暴力追放栄誉章金章（財団法人全国防犯協会全国暴力追放運動推進センター）
  - 交通安全栄誉章緑十字金章および銀章（社団法人全国交通安全協会）

警察勲功章
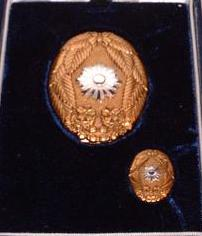
警察功績章
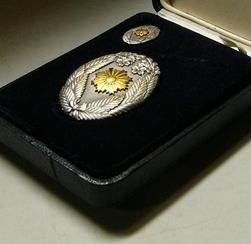
警察功労章
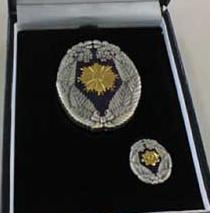
警察協力章
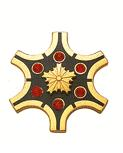
財団法人全国防犯協会連合会防犯栄誉章金章
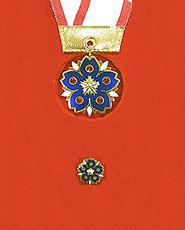
財団法人全国暴力追放推進センター暴力追放栄誉章金章

#### 総務省消防庁
- 総務省消防庁の記章。消防庁長官表彰、消防吏員・消防団員を対象とした表彰に際し授与される。
  - 消防庁長官表彰功労章　　
  - 消防庁長官表彰特別功労章
  - 消防庁長官表彰顕功章
  - 消防庁長官表彰功績章
  - 消防庁長官表彰永年勤続功労章　　
  - 消防庁長官表彰国際協力功労章

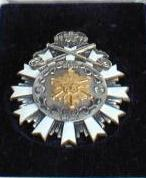
消防庁長官表彰功労章
消防庁長官表彰特別功労章
消防庁長官表彰顕功章
消防庁長官表彰功績章
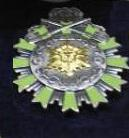
消防庁長官表彰永年勤続功労章
消防庁長官表彰国際協力功労章

#### 消費者庁
消費者庁では消費者支援活動に顕著な功績のあった者に対して「消費者支援功労者」として顕彰する目的で、消費者庁長官表彰として同表彰受彰者に対して以下の記章を授与している。

ベスト消費者サポーター章

- ベスト消費者サポーター章

### 都道府県・市区町村などの例
多岐にわたるため主な例のみ記す
- 都道府県民栄誉章
- 文化栄誉章
- 名誉市民章
- 国際交流市民章
- スポーツ栄誉章ないしスポーツ勲功章
- 市長章
- 社会貢献章
- ボランティア活動功労章
- 産業経済功労章
- 自治功労章
- 教育文化功労章
- 社会福祉功労章
- 消防長章
- 支庁長章
- 殊勲章
- 勲功章
- 有功章
- 功労章
- 永年勤続功労章
- 特別功労章
- 功績章
- 成績優良章
- 善行章
- 精勤章

### 消防団
消防団とは通常、市町村（東京都においては東京消防庁）に附属する一機関であるが、現在の日本国内で最も多くの栄章・表彰記章・記念章を授与あるいは受章する機関であることから特に項目を設けて概説する。
表彰等で記章を授与する例、または記章の種類は消防団が圧倒的に多い。消防団において授与される記章は消防庁はじめ消防本部、財団法人たる消防協会（全国法人並びに地方法人）が授与するが、どの機関の授与する記章も名称は類似している。ここでは、特に公的機関はじめ公人の名を以って授与する記章の名称例をあげるが、地域ごとに格差があるのであくまで一般的な例としてとらえて欲しい。多くは入団三年目、五年目など勤続年数に加え参加・姿勢などが評価されて授与される。地域によって表彰に記章の授与される頻度は差がある。ことさら、記章の名称をつけず、副賞として授与する場合も多い。
- 消防団員を対象とした表彰
  - 殊勲章
  - 栄誉章
  - 特別功労章
  - 現場功労章
  - 一等功労章
  - 二等功労章
  - 三等功労章
  - 功労章
  - 功績章
  - 優勝章
  - 勤続章
  - 勤功章
  - 精勤章
  - 精錬章
  - 精績章
  - 善行章
  - 優良章
  - 団長章
  - 優良団員章
  - 努力章
  - 青年章
  - 表彰章

など
- 退職消防団員に対して授与される記章
現役団員同様に記章授与される他、名誉消防団長および名誉消防団員の称号を授与する消防団では、名誉消防団長章、名誉消防団員章を授与している。
- 団員の家族を対象としたもの（消防団員を支えた功労など。ごく稀に設置しているところがある）
消防団員優秀家族章（岐阜県など）など

※なお、東京都特別区の消防団員はこれらの表彰記章の他、記念章や職章、技能章などとともにその表彰歴に応じ、表彰歴章を佩用することができる。

### 認可法人
皇族・公職者・公共機関の職名で授与されるもののみ記す。その他は省略。

#### 日本赤十字社
日本赤十字社における表彰制度には、看護および救助の功労(看護あるいは要救護者の救済)、赤十字への貢献による功労（ボランティア、献血協力など）、社資による功労（浄財の寄付）がある。同社は皇后、皇族が名誉総裁および名誉副総裁を務めており、金色有功章は名誉総裁、同名誉副総裁により授与される。
- 日本赤十字社金色有功章（50万円以上）※記章または楯または杯
- 日本赤十字社銀色有功章（20万円以上）※楯または杯
- 都道府県支部毎に微妙な差異はあるが、特別社員称号を贈呈された者には特別社員章が贈られる。基準となる寄付金は一時・累計いずれか20000円以上。
- ※個人500万円、法人1000万円以上の社資の出資は日本赤十字社より政府に対して紺綬褒章の上申が行われる。
- ※社資の50万円以上の出資による表彰は個人への表彰には記章（勲章式）が贈られる。法人には楯が贈られる。
- ※社資の20万円以上の寄付には個人・法人とも楯が贈られる。
- ※献血による功労では、70回以上の献血者には銀色有功章、100回以上の献血者には金色有功章が贈られるが、献血による功労の場合はいずれもガラス杯が贈られる。
（旧制度では10回で銀の献血功労章、20回で金の献血功労章、30回で銀色有功章と特別社員の称号、50回で金色有功章、以後50回毎に銀色功労楯）

### 公益法人

#### 皇族が名誉総裁を務めるその他の公益法人
社団法人日本水難救済会
社団法人日本水難救済会の定める記章。

日本水難救済会名誉総裁章

- 日本水難救済会名誉総裁章

社団法人大日本農会
- 大日本農会紫白綬有功章
- 大日本農会紅白綬有功章
- 大日本農会緑白綬有功章

大日本農会紫白綬有功章
大日本農会紅白綬有功章
大日本農会緑白綬有功章

その他、公的機関・公人によるものではないが、旧皇族や公益法人により名誉章などの栄章・記章が授与される例もある。
内閣府所管の日本善行会では善行金章、善行銀章、善行銅章までと善行章を授与している。
日本水難救済会では、別記にて皇族が務められる名誉総裁の章のみ紹介したが、名誉有功章、特別有功章、救助特別功労章、救助功労章、救助出動回数功労章、勤続功労章などを置いている。
交通安全協会の地方法人では、都道府県ごとに優良運転者に対して、優良章、模範章などを授与するケースもある。各都道府県ごとに優良運転者表彰の申請をした者で、表彰者に対して授与される。
社会福祉法人恩賜財団済生会高松宮記念基金でも、50万円以上の寄付者に称号および会員章を贈呈している。
社会福祉法人社会福祉協議会の地方法人の中にも一定額寄付者に対して社会福祉特別功労章を授与している例が見られる。
「小さな親切」運動本部では、小さな親切運動に該当する活動をした者につき、他薦で特に認められた者に対して、「小さな親切」実行章を授与している。
その他の法人も記章を授与する文化・制度は少なくない。

## その他・補足
称号のともなう栄章・記章
日本赤十字社の特別社員章は日本赤十字社特別社員の称号、都道府県の名誉県民章には名誉（都道府県）民の称号、各市町村の名誉市民章には各名誉市民の称号というように記章の授与に称号のともなう例もある。あるいは消防団の名誉消防団長、名誉消防団員の称号授与者に対してそれぞれ名誉消防団長章、名誉消防団員章の記章を授与している例もある。
公益法人と混同しやすい団体による栄章・記章
民間団体である日本文化振興会においても、独自に社会文化功労賞記章、国際芸術文化賞記章、国際アカデミー功労賞記章、菊花勲章などを授与している。
「日本文化振興会への寄付を行なった者に対して授与する」、「実質的に賞の売買」という指摘がある。